# Alonso Brito
Alonso Brito es un cantante y cantautor de salsa alternativa, nacido en La Habana, Cuba, en 1950. El Los Angeles Times describió a Brito como “parte Mick Jagger, parte Caetano Veloso, y parte Desi Arnaz en ácido” y como la voz de la salsa en Los Ángeles. 
Cuando vivía en Miami, Brito era dueño de varias discotecas y un conocido de Barry Gibb y Donald Fagen.

## Inicios
Brito nació en La Habana, Cuba en 1950. Cuando él tenía solamente 10 años, y a penas un año después de que Fidel Castro asumió el poder en Cuba, la familia de Alonso Brito fue obligada a marcharse de la isla debido al malestar político y civil. 
Una vez en Miami, él atendió una escuela preparatoria católica para chicos. Sin embargo practicó budismo así como Santeria afro-cubana.

## Su subida musical
El primer instrumento de Brito fue la batería, que él tocó en bandas de rock psicodélicas. También encabezó grupos como Watchdog y Beat Poets, fusionando jazz ligero, reggae, pop británico y un estilo de música latina inventado por él, llamado "troparock." 
En Miami, era conocido como Dennis Britt; músico ecléctico, gerente de discoteca y bon vivant. Después de separarse de su esposa en los años 80,  Brito se convirtió en una de las figuras más importantes de los escenarios musicales de Miami y continuó siéndolo en los años 90. "El cantante vivió su vida como un trovador bohemio, tocando en barras, trabajando con varios grupos y escribiendo canciones."
Ya un respetado cantautor, se mudó a Nashville al final de los años 90 para colaborar con Raúl Malo y The Mavericks; contribuyendo al repertorio del grupo country ganador del premio Grammy y coescribiendo el éxito “Things I Cannot Change.” 
Alonso Brito llegó a Los Ángeles en 2006, representado por la compañía de producción y de discos Candor Entertainment.  Actualmente, está preparando el lanzamiento de su nuevo trabajo “Santo Bueno”, el cual saldrá a principios del 2009.

## Discografía
| Album            | Year released |
| ---------------- | ------------- |
| Santo EP (album) | 2008          |
| Santo Bueno      | 2008          |